# Ha-Mištala

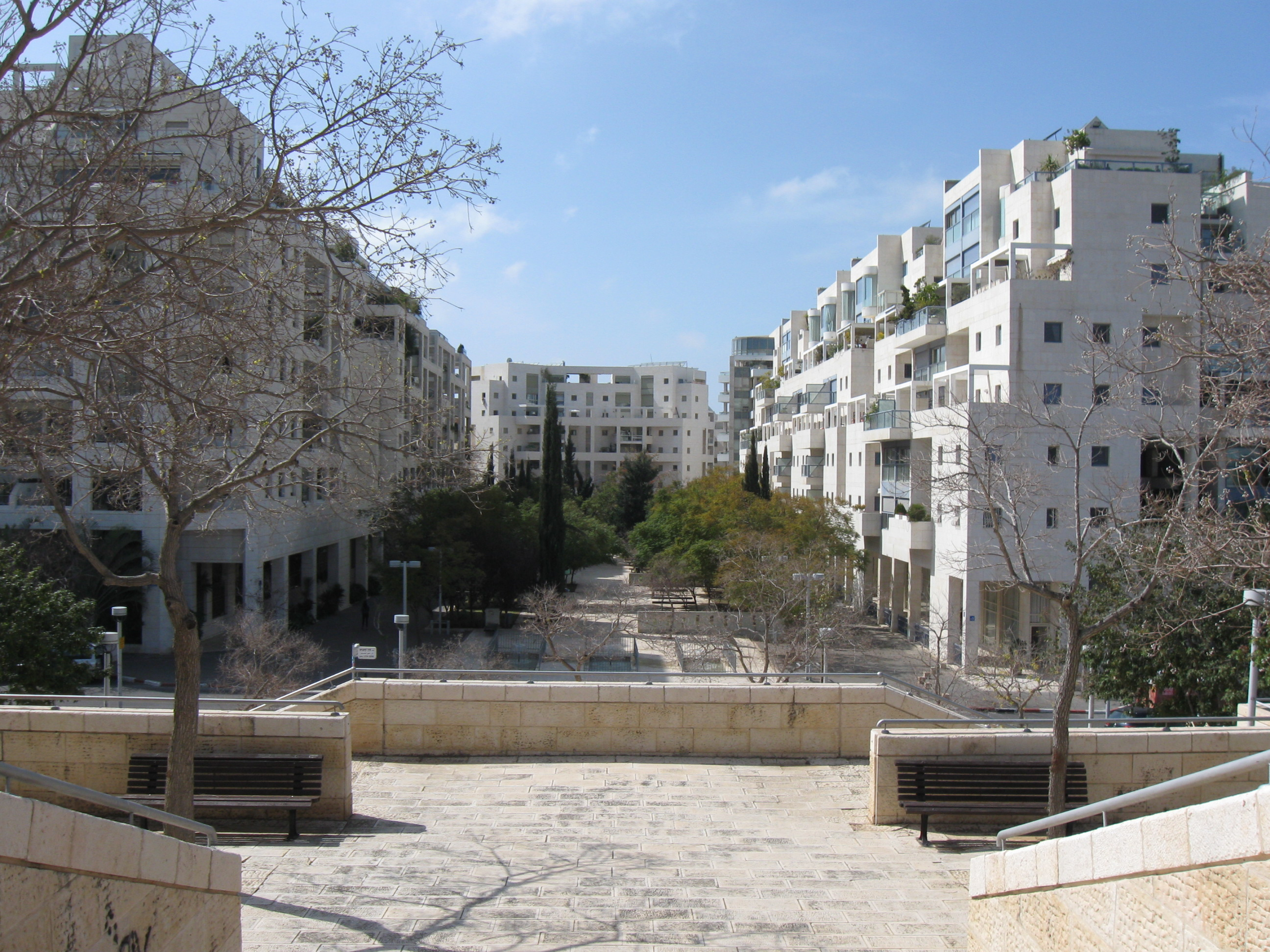
Zástavba ve čtvrti ha-Mištala

ha-Mištala (hebrejsky: המשתלה) je čtvrť v severovýchodní části Tel Avivu v Izraeli. Je součástí správního obvodu Rova 2 a samosprávné jednotky Rova Cafon Mizrach.

## Geografie
Leží na severovýchodním okraji Tel Avivu, cca 4,5 kilometru od pobřeží Středozemního moře a cca 2,5 kilometru severně od řeky Jarkon, v nadmořské výšce přes 50 metrů. Dopravní osou je silnice číslo 482 (ulice Moše Sne), která probíhá po západním okraji čtvrti. Na východ od čtvrti leží fragment zemědělské krajiny, stejně jako na severní straně. Na západ odtud se rozkládá hřbitov Kirjat Ša'ul, na jihu leží čtvrť Ganej Cahala.

## Popis čtvrti
Plocha čtvrti je vymezena na severu a východu okrajej katastru sousedního města Ramat ha-Šaron, na jihu ulicí Mordechaj Ze'ira a Anatot a na západě třídou Moše Sne. Jde o nový obytný distrikt s víceplodlažní hromadnou zástavbou. V roce 2007 tu žilo 6 964 obyvatel (údaj společně za čtvrti Ramot Cahala, Ganej Cahala a ha-Mištala). 